# Perényi Peischl Kálmán
Perényi Peischl Kálmán (Marosvásárhely, 1896. október 7. – Sopron, 1985. május 22.) festő.

## Életpályája
Sopronban Seemann Kálmántól tanulta a festészetet. Az I. világháború alatt (1914–1918) orosz hadifogságba esett 1916-ban. Szabadulása után (1921) Bécsben folytatta festészeti tanulmányait 1925–1926 között. 1942-ig Ausztriában, Franciaországban, Spanyolországban és Olaszországban élt és dolgozott. 1945 után ismét Sopronban telepedett le, s haláláig ott élt. Sopronba hazatelepülve bekapcsolódott a város képzőművészeti életébe, és a Soproni Képzőművészeti Kör, majd később a Munkacsoport helyi kiállításain rendszeresen szerepelt. 1945–1952 között a soproni Posztó- és Szőnyeggyár orosz tolmácsa, majd 1954-ig vezető dekoratőre volt. 
Fontos kiállításokat rendezett Milánóban és Barcelonában. Halála előtt közhasznú művészeti alapítványt alapított.